# Brittani Kline
Brittani Kline, född 19 maj 1991 i Beech Creek, Pennsylvania, är en amerikansk fotomodell. Hon är vinnaren av den sextonde säsongen av America's Next Top Model.